# 自然アルミニウム
自然アルミニウム（しぜんアルミニウム、Aluminium・Native Aluminium）とは、銅 - クパライト族に属する元素鉱物の1つ。結晶系は等軸晶系。理想的な化学組成は Al 。

## 成分・種類
自然アルミニウムは、天然に産出するアルミニウムの単体である。元素鉱物は種類の似ている別の元素との合金状態で産出する場合が多いが、自然アルミニウムは以下に示す通り、ほぼ純粋なアルミニウムで構成されていることを特徴としている。
| 元素名       | ロシア トルバチク山 | 中華人民共和国 Getang Au-Sb deposit |
| ------------ | ------------------- | ----------------------------------- |
| アルミニウム | 99.99 - 100.0       | 97.81                               |

アルミニウムは原子番号13の元素であり、金属元素の中では一番若い原子番号を持つ元素鉱物である。また、第13族元素の中で元素鉱物が発見されているのは自然アルミニウムと自然インジウム (Indium) のみである。

## 産出地
自然アルミニウムは、地球上の計26地点で産出が報告されている。
- ロシアサハ共和国Billeekh Intrusion（原産地）
- ロシアサハ共和国Dike OB-255（原産地）
- ロシアトルバチク山
- 中華人民共和国貴州省黔西南プイ族ミャオ族自治州Au-Sb deposit
- アゼルバイジャンコブスタンBulla島

その他ブルガリア、イタリア、ウズベキスタンで産出が報告されている。
地球外では、ソビエト連邦の月探査機ルナ20号が1972年にサンプルリターンした月の土壌からも検出されている。また、隕石の内部からも発見されている。

## 性質・特徴
自然アルミニウムは1978年に現在のロシアサハ共和国の2ヶ所で発見されたのが最初の報告である。自然アルミニウムは等軸晶系であり、劈開はない。新鮮なものは金属光沢を有するが、表面が酸化され、灰色を帯びている場合もある。モース硬度は1.5から3の極めて柔らかい鉱物である。
アルミニウムは地殻において金属の中では最も多い8.3重量%を構成するが、自然アルミニウムは極めて稀な鉱物である。アルミニウムは酸と塩基の両方に反応する両性金属であり、酸化されやすい金属元素である。そのため、天然では長石や角閃石、輝石といったアルミノケイ酸塩化合物に多く存在し、造岩鉱物の主成分となっている。資源的にもギブス石 (Gibbsite) やダイアスポア (Diaspore) のような水酸化アルミニウムを主成分とするボーキサイトと呼ばれる鉱石が使われている。逆に、アルミニウムは酸素との結合が強く、酸素を切り離すには大量のエネルギーを導入しなければならないため、「電気の缶詰」と言われることがある。
自然アルミニウムは、このような酸化環境とは切り離された環境に存在する。多くの自然アルミニウムは、特定の火山における火山岩や火山泥のような、低酸素分圧環境においてアルミニウムの鉱物から還元され、単体アルミニウムが生成される。この環境は非常に特殊であるため、例えば産地の1つであるロシアのトルバチク山では、自然鉛 (Lead) 、自然スズ (Tin) 、自然ケイ素 (Silicon) 、自然チタン (Titanium) 、自然タングステン (Tungsten) といった他では見られない非常に稀な元素鉱物が産出する。この作用によって生成された自然アルミニウムは、大きくて1mmの粒状、もしくは板状や鱗状の薄い金属片として産出する。
また、もうひとつの生成方法として、テトラヒドロキシドアルミン酸イオン (tetrahydroxoaluminate・Al(OH)4-) がバクテリアの作用で還元され生成されるものである。これは南シナ海北東部の大陸斜面に存在する冷水湧出帯で見られるものである。この作用によって生成された自然アルミニウムは、粒の集合体である不定形をしている。大きさは1mm以下である。
自然アルミニウムは自然銅 (Copper) 、自然鉄 (Iron) 、磁鉄鉱 (Magnetite) 、赤鉄鉱 (Hematite) 、黄鉄鉱 (Pyrite) 、チタン鉄鉱 (Ilmenite) 、鉄明礬石 (Jarosite) といった銅や鉄の鉱物と共に産出する。また、自然アンチモニー (Antimony) 、自然亜鉛 (Zinc) 、自然カドミウム (Cadmium) 、自然スズ、自然鉛、モアッサン石 (Moissanite) といった珍しい元素鉱物と共に産出することもある。特に自然スズ、自然鉛とは混ざり合った状態で産出する場合がある。

## 用途・加工法
自然アルミニウムは極めて特殊な環境で生成される稀な鉱物であるため、資源的な価値やその他の用途はない。

## サイド・ストーリー
稀に自然アルミニウムとされる標本が販売されていることがあるが、そのほとんどは人工的に沸騰したアルミニウムを蒸着された人造物であり、天然の物ではないとされている。